# Waalse Pijl 2011
De 75e editie van de Waalse Pijl werd op woensdag 20 april 2011 verreden over een afstand van 201 km tussen Charleroi en de Muur van Hoei. Deze editie behoorde tot de UCI World Tour.
Philippe Gilbert etaleerde, na zijn overwinning in de Amstel Gold Race drie dagen daarvoor, nogmaals zijn uitstekende vorm en versloeg na een splijtende aanval in de laatste hectometers de Spanjaarden Joaquim Rodríguez en Samuel Sánchez. Zijn overmacht was zo groot dat hij voor de streep nog ruimschoots de tijd had om al vierend over de weg te zigzaggen.

## Deelnemende ploegen
Er namen 25 teams deel aan deze editie.
| 18 UCI World Tour-ploegen | 18 UCI World Tour-ploegen | 18 UCI World Tour-ploegen | 7 wildcards                  |
| ------------------------- | ------------------------- | ------------------------- | ---------------------------- |
| AG2R-La Mondiale          | Team Katjoesja            | Quick Step                | Skil-Shimano                 |
| Pro Team Astana           | Lampre-ISD                | Rabobank                  | Topsport Vlaanderen-Mercator |
| BMC Racing Team           | Team Leopard-Trek         | Team RadioShack           | Landbouwkrediet              |
| Euskaltel-Euskadi         | Liquigas-Cannondale       | Saxo Bank-Sungard         | Verandas Willems-Accent      |
| Team Garmin-Cervélo       | Team Movistar             | Sky ProCycling            | Française des Jeux           |
| Team HTC-High Road        | Omega Pharma-Lotto        | Vacansoleil-DCM           | Cofidis, le crédit en ligne  |
|                           |                           |                           | Saur-Sojasun                 |

## Uitslag mannen
| Plaats  | Naam                  | Ploeg                   | Tijd     |
| ------- | --------------------- | ----------------------- | -------- |
| Winnaar | Philippe Gilbert      | Omega Pharma-Lotto      | 4u54'57" |
| 2       | Joaquim Rodríguez     | Team Katjoesja          | + 3"     |
| 3       | Samuel Sánchez        | Euskaltel-Euskadi       | + 5"     |
| 4       | Aleksandr Vinokoerov  | Astana                  | + 6"     |
| 5       | Igor Antón            | Euskaltel-Euskadi       | z.t.     |
| 6       | Jelle Vanendert       | Omega Pharma-Lotto      | z.t.     |
| 7       | Fränk Schleck         | Team Leopard-Trek       | z.t.     |
| 8       | Daniel Moreno         | Katjoesja               | + 9"     |
| 9       | Christophe Le Mével   | Team Garmin-Transitions | + 12"    |
| 10      | Paul Martens          | Rabobank                | z.t.     |
| 11      | Michael Albasini      | Team HTC-High Road      | + 17"    |
| 12      | Ryder Hesjedal        | Team Garmin-Transitions | + 18"    |
| 13      | Robert Gesink         | Rabobank                | + 20"    |
| 14      | Bert De Waele         | Landbouwkrediet         | z.t.     |
| 15      | Greg Van Avermaet     | BMC Racing Team         | z.t.     |
| 16      | Jurgen Van den Broeck | Omega Pharma-Lotto      | z.t.     |
| 17      | Ben Hermans           | Team RadioShack         | + 26"    |
| 18      | Rigoberto Urán        | Sky ProCycling          | + 28"    |
| 19      | Beñat Intxausti       | Team Movistar           | z.t.     |
| 20      | Rémy Di Grégorio      | Astana                  | z.t.     |

## Uitslag vrouwen
| Waalse Pijl 2011 (109.5 km) |                        |                          |          |
| Plaats                      | Naam                   | Ploeg                    | Tijd     |
| Winnaar                     | Marianne Vos           | Nederland Bloeit         | 2u58'27" |
| 2                           | Emma Johansson         | Hitec Products-UCK       | +00' 03" |
| 3                           | Judith Arndt           | HTC Highroad Women       | +00' 06" |
| 4                           | Elena Berlato          | Top Girls Fassa Bortolo  | +00' 15" |
| 5                           | Nicole Cooke           | SC MCipollini Giambenini | z.t.     |
| 6                           | Annemiek van Vleuten   | Nederland Bloeit         | +00' 21" |
| 7                           | Pauline Ferrand-Prévot | France                   | z.t.     |
| 8                           | Martine Bras           | Dolmans Landscaping      | +00' 24" |
| 9                           | Tatiana Guderzo        | SC MCipollini Giambenini | +00' 26" |
| 10                          | Kristin McGrath        | United States            | +00' 27" |

| Stand UCI Road Women World Cup 2011 |                      |                          |        |
| Plaats                              | Naam                 | Ploeg                    | Punten |
| Gouden trui                         | Marianne Vos         | Nederland Bloeit         | 185    |
| 2                                   | Annemiek van Vleuten | Nederland Bloeit         | 158    |
| 3                                   | Emma Johansson       | Hitec Products-UCK       | 145    |
| 4                                   | Emma Pooley          | Garmin-Cervelo           | 86     |
| 5                                   | Judith Arndt         | HTC Highroad Women       | 83     |
| 6                                   | Martine Bras         | Dolmans Landscaping      | 76     |
| 7                                   | Tatjana Antosjina    | Gauss                    | 66     |
| 8                                   | Kirsten Wild         | AA Drink-Leontien.nl     | 54     |
| 9                                   | Grace Verbeke        | Topsport Vlaanderen 2012 | 49     |
| 10                                  | Elena Berlato        | Top Girls Fassa Bortolo  | 41     |

1936 · 1937 · 1938 · 1939 · 1940 · 1941 · 1942 · 1943 · 1944 · 1945 · 1946 · 1947 · 1948 · 1949 · 1950 · 1951 · 1952 · 1953 · 1954 · 1955 · 1956 · 1957 · 1958 · 1959 · 1960 · 1961 · 1962 · 1963 · 1964 · 1965 · 1966 · 1967 · 1968 · 1969 · 1970 · 1971 · 1972 · 1973 · 1974 · 1975 · 1976 · 1977 · 1978 · 1979 · 1980 · 1981 · 1982 · 1983 · 1984 · 1985 · 1986 · 1987 · 1988 · 1989 · 1990 · 1991 · 1992 · 1993 · 1994 · 1995 · 1996 · 1997 · 1998 · 1999 · 2000 · 2001 · 2002 · 2003 · 2004 · 2005 · 2006 · 2007 · 2008 · 2009 · 2010 · 2011 · 2012 · 2013 · 2014 · 2015 · 2016 · 2017 · 2018 · 2019 · 2020 · 2021 · 2022 · 2023 · 2024
Lijst van beklimmingen
 Tour Down Under · 
 Parijs-Nice · 
 Tirreno-Adriatico · 
 Milaan-San Remo · 
 Ronde van Catalonië · 
 Gent-Wevelgem · 
 Ronde van Vlaanderen · 
 Ronde van het Baskenland · 
 Parijs-Roubaix · 
 Amstel Gold Race · 
 Waalse Pijl · 
 Luik-Bastenaken-Luik · 
 Ronde van Romandië · 
 Ronde van Italië · 
 Critérium du Dauphiné · 
 Ronde van Zwitserland · 
 Ronde van Frankrijk · 
 Clásica San Sebastián · 
 Ronde van Polen · 
  Eneco Tour · 
 Ronde van Spanje · 
 Vattenfall Cyclassics · 
 GP Ouest France-Plouay · 
 Grote Prijs van Quebec · 
 Grote Prijs van Montreal · 
 Ronde van Peking · 
 Ronde van Lombardije